# Freestyle labdarúgás

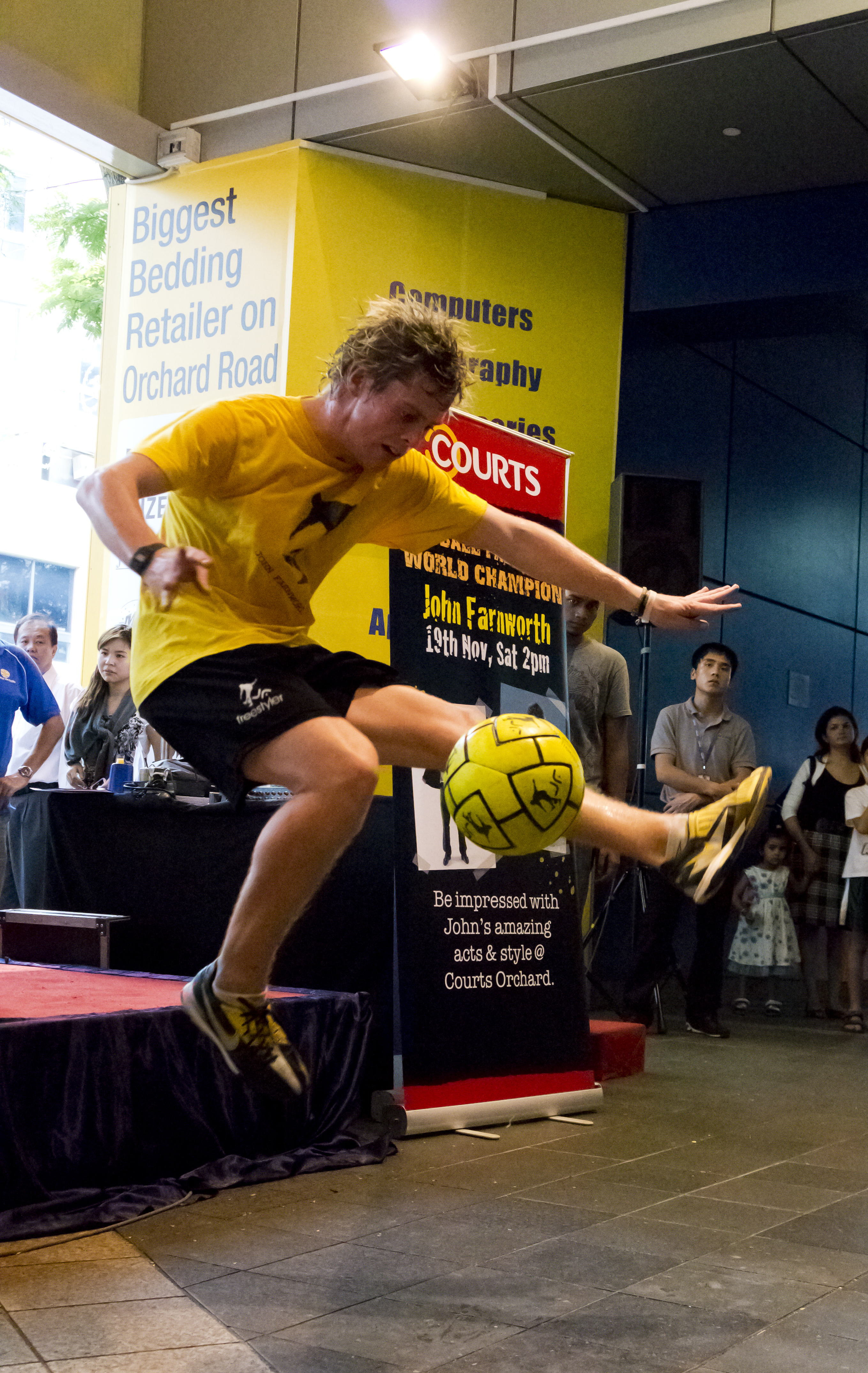
Freestyle bemutató

A szabad stílusú labdarúgás vagy freestyle labdarúgás (angolul freestyle football vagy freestyle soccer) teljesen eltér a hagyományos, ismert nagypályás futballtól. Legközelebbi foci „rokona” a futsal. A sport futball-elemeket és zsonglőrmutatványokat is magába foglal.
A freestyle jelentése szabad stílus, melynek szellemében a labdával bármilyen trükköt, mozdulatsort végre lehet hajtani.
A sport/művészet a szabad stílusnak köszönhetően dinamikusan fejlődik, alapelemei az alábbiak:
- Low-Air body: Ezek azok a trükkök, amelyek többségében mindig lábbal tartjuk a levegőben a labdát, és különféle látványos mozdulatokat hajtunk végre a labda körül (legismertebb trükk az atw (around the world), azaz a világkör);
- Upper body: Felső testtel tartjuk levegőben a labdát, fontos, hogy itt nem a fejelgetésről van szó, hanem a felső test illetve a fejen való labdaegyensúlyozásról.
- Sitting: Ülve tartjuk levegőben a labdát, vagy különböző általában talpon, sípcsonton tartjuk meg a labdát;
- Groundmoves: A freestyle futball azon sportága, melynek a legnagyobb köze van a nagypályás, de inkább a kispályás focihoz (futsal). Tulajdonképpen cselek egymás után lévő sorozata.
- Blocking: A Blocking elemek a freestyle egyik új válfaja a lényeg, hogy a labda folyamatosan 2 testrész közé van szorítva a trükk elkezdésekor és annak befejezésekor, vagy éppenséggel folyamatosan kell tartani a labdát egy testrészen.
- Acrobatics: A Freestyleban megtalálhatóak a break táncban ismert mozdulatok, és a hagyományos tornából átvett kézállások és fejállások. Legismertebb trükk a Jordan stall.
- Transitions: A Tranzációk, más néven átmenetek a sportban, azon elemek, amikor a sportoló álló helyzetből ülő pozícióba vált, vagy éppen fordítva.

## Története
A freestyle labdarúgás viszonylag fiatal sport, melynek kezdetei az 1990-es és 2000-es évekig nyúlnak vissza. Egyes elméletek szerint, a legendás argentin klasszis, Diego Maradonától, mások szerint a holland utcákon tartott Street fociból vagy brazil tengerparti fociból indult útjára a sport.
Valószínűleg ezeknek keveredéséből alakult ki a freestyle foci. A sportág valódi áttörésének ideje 2003-ra tehető, amikor a marokkói születésű, holland Soufiane Touzani első videója elkészült, amit máig az egyik legismertebb és legjobb videónak tekintenek. A mai sportolók többsége – állítása szerint – e videó hatására kezdett el freestyle-ozni. Hatalmas löketnek számított a freestyle életében továbbá, hogy a sportszergyártó cégek is felkarolták egy-egy nevesebb labdarúgóval (Ronaldinho, Edgar Davids) a sportot, így az emberek a különböző reklámok által szerezhettek róla tudomást.
Magyarországon 2004-ben terjedt el a Sport, majd 2006-ban megalakult az Első Freestyle Foci Team SE, amely az akkori tehetségeket karolta fel. 2006, 2008-ban már világbajnoki helyezéseket ért el az ország, majd 2010-ben férfi és 2011-ben női világbajnokot avatott. 
2019-ben, megalakult a Freestyle Futball Magyarország /WFFA Hungary/, mely a nemzetközi freestyle szövetség (Word Freestyle Football Association, the WFFA) országos képviselete. A szervezet feladata a magyarországi freestyle közösség életének szervezése. Célja a csoport összetartásának erősítése, a helyi freestylerek lehetőségeinek fejlesztése és az utánpótlás felkarolása. A Freestyle Futball Magyarország kinevezett képviselője (“country leader”-e) Hamza Nabil.

## Napjainkban
2019-ben az év végi utánpótlás versenyre rekordszámú nevezés érkezett, ez is jelzi, hogy a freestyle foci egyre népszerűbb és bizakodásra ad okot, hogy a magyar közösség ismét dinamikus fejlődésnek indul, nemzetközi szinten is visszakerül az élvonalba.

A szabadstílusú labdarúgást alapvetően egy egyéni műfaj, de a freestylerek csapatokba is szerveződnek, hogy együtt még jobban fejlődjenek és a közös sport élményét is megtapasztalhassák.

Ezek közül a csapatok közül a legismertebb a Freestyle Foci Team SE. Ez az egyesület nem csak a Freestyle Focival, hanem a Foci egyes részeivel is foglalkozik, és igyekszik nem csak a freestylerek számára tudástárat biztosítani, hanem a leendő futballisták számára is. Honlapjukon és youtube csatornájukon 50+ trükktanító videó található meg. 
Az aktív csapatok közé tartozik még a FreeFlow Freestyle team Archiválva 2020. augusztus 4-i dátummal a Wayback Machine-ben, akik kizárólag freestyle-lal foglalkoznak, a klasszikus futball távolabb áll tevékenységüktől.
A többi csoport jellemzően Facebookon keresztül érhető el. Jelenleg az egyik legaktívabb fórum a Szabados Ádám freestyler által vezetett Hungarian Freestyle Football Community , itt csak és kizárólag Freestyle-lal kapcsolatos témák közül böngészhetsz, így mindenképpen látogass el, ha érdekelnek a freestyle rejtett zugai, de többszáz tagot tudhat magáénak a Magyar Freestyle Foci Fórum is.
Aktuális tartalmak az aktív freesyterek Instagram-oldalán érhetőek el legkönnyebben, a közösség eseményeiről pedig a WFFA Hungary oldalán lehet tájékozódni.

Továbbá elérhetőek még az aktív freestylerek saját honlapjai (pl.: Szász Kitti, Kvartam Mátyás) és a Sűrű Tamás által üzemeltetett www.magyarfreestylefoci.hu is. 

Mindegyik szerveződés várja a fiatalokat.

A freestyle labdarúgás tökéletes választás rendezvények, sportesemények, márkaélmények színesítésére, a freestylerek és csapatok nyitottak a megkeresésekre.

## Versenyek[1]
Országos Magyar Bajnokságok (F3 Nemzetközi Szövetség által elismert)
A történelem során eddig 3 ilyen bajnokságot rendezett a magyar közösség. A legelső 2015-ben a Nemzeti Közszolgálati Egyetemen került megrendezésre Szabados Ádám vezénylése és a Freestyle Foci Team támogatása által. A versenyt Hajagos Máté nyerte Szabados Ádám előtt, majd őket követte a sorban Mészáros Tamás (Tomso) és Lipták Zoltán (Lippi).
A második versenyt 2016-ban a Budaörs Decathlon áruházban rendezték meg Szabados Ádám vezénylésével. A versenyt Árvai Kristóf (Titusz) nyerte Hajagos Máté előtt, akiket Szabados Ádám és Szendi Zsolt követett.
A harmadik versenyt 2017-ben a Dunai Regatta fesztiválon rendezte meg a Freestyle Foci Team SE. A versenyt Hajagos Máté nyerte Kvárta Mátyás (Kvartam) ellen, akiket Szabados Ádám és Lipták Zoltán (Lippi) követett.
A verseny előre láthatóan 2018 májusában folytatódik.
Red Bull Street Style(RBSS)
Elődje a Red Bull Réacccion volt, amit Közép-Amerikában tartottak meg. Az első RBSS versenyt 2008-ban rendezték meg, a Brazíliai Sao Paulo-ban. A világbajnokság előtt minden országban kvalifikációs versenyeket rendeznek, hogy eldőljön kik vesznek részt a világbajnokságon. A döntőig a francia Sean és a japán Yosuke vett rész, ahol Sean nyert. Itt egy magyar versenyző, Karászi Roland "Rocco" képviselte hazánkat és ért el negyedik helyet. 2010-ben Fokvárosban rendezték meg a versenyt, ahol Azun nyert. Itt is részt vett egy magyar, Sűrü Tamás (Fx) aki a legjobb 16 freestyle focisták között végzett. 2012-ben ismét Rocco képviselte hazánkat, de ugyan ebben az évben Szász Kitti megnyerte a női VB-t, illetve ezt megismételte 2013-ban is.
2014-ben a magyarok már a csoportkörben búcsúztak, Szász Kitti pedig 2. hellyel zárta a viadalt. 2016-ban már nem indult magyar versenyző a megmérettetésen és Szász Kitti végül a dobogóról lecsúszva a 4. helyen zárt."
Masters Of The Game(MOTG)
Egy freestyle foci és panna verseny. Az első MOTG-t Amszterdamban(2006)rendezték meg, amit John Farnworth nyert meg Mr Woo ellen. A harmadik helyen a magyar Sűrü Tamás (Fx) freestyler végzett. 2011-ben Abu Dzabiban rendezték meg, ahol Kovács Péter " Petike" elnyerte a világbajnoki címet.

2010:
HFC1: Hungarian Freestyle Champs: Szárligeten 2010. március 6-án megrendezett Magyar verseny Száron, amelyet Potyinho nyert Milcsi ellen, a 3. helyezett Kalna Dávid lett, 4. HK.
Intersport Freestyle Foci Kupa: 2010 nyarán a 2010-es Foci VB döntőjére rendezett verseny, amelyet Karászi Roland 'Rocco' nyert, Bibe lett a 2. míg Milcsi a 3.
HFC2: 2010 december 4-én a versenyt Szárligeten rendezték meg, Kovács Péter "Petike" nyerte meg, Mettz ellen, a 3. helyezett Milcsi lett, 4. Lippi.
Decathlon Freestyle Football Cup: 2011. július 16-án került megrendezésre. Első helyet Kvartam csípte el, a másodikat Fx, a 3. helyezett Kálna Dávid, 4. Nodika
2011:
Hungarian Freestyle Football Online Competition (HFFOC): 2011 szeptemberében meghirdetett, két hónapot felölelő, online videós verseny 1. helyezettje Kálna Dávid, 2. Kállai Csaba, 3. Jedi István.
2013:
HFC3: 2013. március 5. Szárligeten 2013. március 5-én megrendezett Magyar verseny, amelyet Mathaus nyert Djota (CRO) ellen, a 3. helyezett Kersche (AUS), 4. Pongi
Zamárdi OB: 2013. augusztus 27. 1. Szilárd 2. TG 3. Titusz
2014:
Red Bull Street Style 2014 RAQPART 1.Karászi Roland 2.Szabados Ádám 3.Kvárta Mátyás
2015:
NKE-RTK 2015 Országos Verseny: 1.Szabados Ádám 2.Tarcsi Bálint 3.Hajagos Máté
2017:
Decathlon Freestyle Cup 2017: 1.Hajagos Máté.2.Szabados Ádám 3.Molnár "Monrep" Márk
2018:
WFFA Magyar Bajnokság & Red Bull Street Style VB selejtező 2018: 1. Hajagos Máté 2. Szabados Ádám 3. Kvárta Mátyás
2019:
WFFA Magyar Bajnokság & Red Bull Street Style VB selejtező 2019: 1. Szabados Ádám 2. Hajagos Máté 3. Bodrogi Marcell
2021:
WFFA Magyar Bajnokság & Red Bull Street Style VB selejtező 2021: 1. Hajagos Máté 2. Szabados Ádám 3. Bodgori Marcell
2022:
Cageball x Ghetto Országos Freestyle Foci Verseny: 1. Vég Benedek 2. Temesi Károly 3. Keresztesi Róbert (Nodika)
Ebben a versenyben több kategória is a sima "battle"-n kívűl. 
IronMan: 1. Tarcsi Bálint 2. Keresztesi Róbert 3. Kvárta Mátyás (Kvartam)
BestTrick Creative: 1.Horváth Tamás 2. Kvárta Mátyás (Kvartam) 3. Hubay Dominik
BestTrick Hardcore: Horváth Tamás 2. Vég Benedek 3. Kvárta Mátyás (Kvartam) és Tarcsi Bálint
WFFA Magyar Bajnokság & Red Bull Street Style VB selejtező: 1. Hajagos Máté (ezzel a győzelmével később a világbajnokság TOP 16 freestylere közé kvlaifikála magát) 2. Kvárta Mátyás (Kvartam) 3. Szabados Ádám
Freestyle Foci verseny a Dunai Regattán: 1. Horváth Tamás 2. Szabados Ádám 3. Keresztesi Róbert (Nodika)
Decathlon Freestyle Cup 2022:1. Andrey Akritov 2. Nagy Kristóf 3. Bodrogi Marcell
BestTrick: Hamza Nabil
BestTrick (lower): Kvárta Mátyás (Kvartam)
IronMan: Kvárta MÁtyás (Kvartam)
2023:
2023-ban nem rendeztek Magyarországon versenyt. De évvégén elindult egy online verseny sorozat amely 4 fordulóból állt. Az első fordulóban csak felsőtestes trükköket lehetett csinálni és 2024. január 7-ig lehetett nevezni. Ennek a fordulónak a helyezettei: 1. Hajagos Máté 2. Szabados Ádám 3. Keresztesi Róbert (Nodika)

magyar rekorderek:
- Csima Pongrác :2012-ben,megdöntötte a talpon dekázás világrekordját 1 óra 6 perccel kb. 6000 érintéssel.,ezt azóta senki nem tudta megdönteni
- Szabados Ádám : 2012-ben sípcsonton ülve felváltott lábbal 1 perc alatt 141 érintés
- Kovács Péter "Petike":Sarokkal dekázva sétált 43 másodperc alatt 39,7 métert,ami szintén világrekord
- Szász Kitti: Magyarország egyetlen hivatalos Guinness-rekordere a sportban. Egy percen belül a legtöbb sarok deka
- Keresztesi Róbert (Nodika): 2022: 465 méter távon 767 db. ATW (világkör) dekázás közben; 2023: 66 brazil kör egymás után
- Korcsmáros Péter (Focus): 2024: 34 perc 54 másodpercig pörgette a labdát egy ceruzán
- László Gyula: több magyar rekordot felállított, például a fején egyensúlyozva lépcsőzött 235 emeletnyit egy lépcsőházban. 

## Trükkök
Ma már szinte megszámolhatatlan mennyiségű trükk létezik, valószínűleg további rengeteg fog születni a közel jövőben, a sportág nagymértékű fejlődése miatt.
Hogy, hogyan keletkeztek kezdetben a trükkök, hogyan alakultak ki, nem tudni. Valószínűleg jó néhány trükk a footbagból jött át a freestyle fociba (néhány trükknél még a nevek is megegyeznek.
A sportág fejlődésével új trükkök születtek melynek neveit a kreálóitól kapta.
A trükkök nevét általában rövidítve, mozaikszóként használjuk.
A trükkökről készült részletes bemutató és tanító videók a www.freestylefoci.hu-n megtalálhatóak!

### Alaptrükkök

#### Stallok
- Foot stall (a lábfejen tartod meg a labdát)
- Neck stall (nyakadban törzsedet megdöntve tartod meg a labdát)
- Head stall (talán a leghíresebb mindegyik közül, vagy az orrnyergeden vagy pedig a homlokodon egyensúlyozol a labdával)
- Shoulder stall (vállon tartod meg a labdát, fejed segítségével korrigálhatsz)
- Chest stall (mellkason tartod meg a labdát)
- Nose stall (orrod hegyével tartod egyensúlyban a labdát)
- Lip stall (szádon tartod meg a labdát)
- Side-Head stall (a halántékodon tartod meg a labdát)
- Shin stall (sípcsontodon tartod egyensúlyban a labdát, ezt főként ülve, de állva is lehet csinálni)
- Toe stall (lábujjadon tartod meg a labdát)

#### Low-air body trükkök
-itt olyan sok trükk lenne, hogy ezt nehéz lenne mind leírni, így csak párat említek meg.
Fontos tudnivalók hozzá: (ezek nem trükkök csupán jelzők)
-Inside: Ez azt jelenti, hogy a labdát befele kerülöd
-Outside: Ez azt jelenti, hogy a labdát kifele kerülöd
-Reverse: Az eredeti kerülés ellentétét jelenti, általában inside-ból lesz outside
-Alternative: Ez azt jelenti, h ellentétes lábbal kerülöd meg a labdát, mint amivel elkezded a trükköt (fontos, hogy az alap trükköknél az ATW alternatívban HTW nem pedig ATW!!!)
-Opposite: ellentétes, általában mi ezt a gyengébbik lábnak hívjuk
-Half: fél kerülést jelent
-NT: no touch: érintés nélkül, tehát két trükk között nincsen érintés
-Combo (Kombó): Trükkök egymás utáni sorozata, például 2 atw egymás után, ahol nem dekázunk a két trükk között

#### Alaptrükkök
-ATW: Teljes nevén Around The World azaz világkör, tévesen villámkörként is emlegetik de kevésbé elterjedtebb neve a Davids kör is. A legelső alaptrükkök egyike, amit a freestyleosok elsajátíthatnak. Deákázás közben vagy footstallból azonos lábbal megkerülöd a labdát
-HTW: Teljes nevén Hop The World. A dolog nyitja, hogy a labdát felrúgva, a másik, az addig támaszkodó lábunkkal kerüljük meg.
-CROSSOVER: Többféle változata ismert, a labdát tulajdon képen keresztezést jelent a trükk, hiszen a lábaid között keresztbe rúgod fel a labdát.
-HALF ATW: Ez a trükk tulajdonképpen ugyan az, mint egy atw, itt is ugyanúgy azzal a lábaddal kerülsz, amelyikkel tartod a labdát, de itt nem ugyanazzal, hanem a másik lábaddal érsz bele.
Az utóbbi trükköket nem nehéz elsajátítani, körülbelül pár hetet, max 1-2 hónapot vesz igénybe, de ez kórtól és hozzáállástól, testfelépítéstől is függ.

#### Haladó trükkök
TATW: Az egyik legkedveltebb trükk. Nevét egy híres freestyle focistáról, Soufiane Touzaniról kapta (Touzani Around The World), hiszen ő csinálta meg legelőször. Tulajdonképpen egy outside atw és egy crossover összeolvasásából született. Az atw után, a másik lábunk alatt is felrúgjuk a labdát, így tulajdon képen mindkét lábunkkal „átrepüljük” a labdát. Ezt a legnehezebb sajnos megérteni, először jó ha fejben összeáll a trükk. Ez a trükk a low-air szinte alapja. Aki komolyan szeretne ezzel foglalkozni, annak ezt kell elsajátítania mindenekelőtt.
Ha inside atw-vel csináljuk, a trükk neve MATW (Micthy Around The World)
Ugyanúgy létezik belőlük Alternative változat is, azt ATATW és AMATW-nak hívják, ez csak annyiban különbözük, hogy atw helyett htw-t csinálunk.
AATW: Ezt is egy híres freestyler csinálta meg először Abbas Farid, Ez a trükk egy reverse crossover és egy inside atw összeolvadása, Ez a trükk a tatw megfordítása. Először a labdát egyik lábaddal felrúgjuk, míg a másikkal kifele megkerüljük, majd rögtön azzal a lábbal amelyikkel felrúgtuk beleérünk és megkerüljük befele. Kifele is létezik a trükk, ha outside atw-vel csináljuk
LATW: Ez is egy híres trükk, hívják Dupla atw-nek is. Palle csinálta meg először, de Lemmens találta ki, így lett Lemmens ATW. A trükk 2 atw érintés nélküli összekapcsolása, a labdát ugyanazzal a lábbal kétszer kell megkerülni amelyikkel felrúgjuk a levegőbe. Lehet befele és kifele is csinálni.
Ebből is létezik Alternative (alatw) de össze lehet őket kapcsolni a tatw-val vagy matw-val (ltatw és lmatw) vagy abbas atw-val (laatw)
HTATW és HMATW: Ezt a két trükköt Hommie találta ki, erre utal a H betű a trükk elején. a trükk egy half atw és egy htw-ből áll érintés nélkül. a HTATW a legegyszerűbb minden dupla kerülős trükk közül. Tulajdonképpen egy tatw ugrással, ahol a crossover inside htw-vé válik. A trükk körülbelül olyan, mintha páros lábbal átugranánk a labdát. Azzal a lábbal kerülünk amelyikkel felrúgjuk a labdát. A HMATW ugyan ez, csak az első kerülés befele történik.
Ezekből is léteznek Alternative változatok AHMATW és AHTATW.

#### Nehéz trükkök
-Ezeket a trükköket már csak azért írom ide, mert a freestyle legtetejét képviselik egyelőre, több éves gyakorlás után tanulhatóak meg
-PATW: A legelső hármas kerülés a Földön. Palle csinálta meg először, és ezért kapta a Palle Atw nevet, a trükk 3 atw érintés nélküli megkerülése.
-SKALA ATW és ELDO ATW: 2. illetve 4. 3-as kerülés a Földön. A Skala atw-t Szymon Kalski csinálta meg először és testvéréről Skala-ról kapta a nevét, a trükk 3 kerülésből áll, először kezdő lábbal kifele, majd másik lábbal befele végül kezdő lábbal befele. Az Eldo atw-t először Kacper Rykis csinálta meg, aki egy lengyel rapperről kapta nevét (ELDO). A trükk ugyan az mint "testvére" A Skala atw, csak itt az első kerülés is befele történik.
-HTLATW: 3-as kerülések közül talán a legkönnyebb, ez egy Htatw amelynél a htw helyett alatw-t csinálunk tehát egyik lábbal kifele kerülünk egyet, míg a másikkal kettőt befele. Legelőször Pawel Skóra csinálta meg, akihez talán a világ legtöbb trükkje fűződik low-airben.

#### Legnehezebb trükkök
2017-re a sport arra a szintre jutott hogy az egyediség a legfontosabb,az egyedi trükkök a legnehezebbek,mert a létrehozott trükkökből látjuk hogy fizikailag lehetségesek,de alkotni mindig nehezebb mert van egy szellemi korlát amit át kell lépni,erre nagyon kevesek képesek.
Aki el akarja kezdeni ezt a remek sportot annak azt ajánlja minden freestyler hogy találjon ki egyedi trükköket és úgy bármelyik versenyen megállhatja a helyét.

#### Upperbody trükkök
- Tulajdonképpen a fenn említett stallokból állnak. Itt is léteznek kombók, amelyek stallok egymás után való megcsinálásából állnak. Fontos, hogy ne használjuk a kezünket. Híres Upper trükkök például az atm (Around The Moon), ahol neckstallból a fejeddel kell megkerülni a labdát, ennek is van dupla variációja amely a Latm (Luki Around The Moon). Illetve létezik a 360 amely neck stall-bal shoulder stall-chest stall-jobb shoulder stall-neck stall kombo, tehát a labda a törzsed körül megy körbe. A Helikopter is egy népszerű trükk a labdát a fejeden tartod meg, de gy, hogy eközben a labda pörög. Illetve léteznek az úgynevezett ROLL-ok.

#### Sitting trükkök
-Shin Stall: Sípcsontos tartod meg a labdát (létezik side shinstall is, amely jóval nehezebb ennél)
-Sole Stall és Sole Juggle: Talpadon tartod meg a labdát, illetve a talpadon dekázol. Magyarország ebből világrekorder. Csima Pongrác több mint 1 órán át dekázott talpon.
-Itt nem nagyon léteznek atw-k és hasonló mozdulatok, inkább a crossoverek befele és kifele, illetve az úgynevezett X-crossok amelyeknél a lábad keresztbe van, míg a másikkal dekázol.
-Sittingben inkább a kreativitás a fontos, itt van talán a legnagyobb szabadsága a freestylernek, szinte akármit csinálhat a labdával.

## Leghíresebb külföldi sportolók
- Szymon Skalski (Lengyelország)
- Lukasz Cwieduk (Lengyelország)
- Daniel Mikolajek (Lengyelország)
- Michal Rycal (Lengyelország)
- Erlend Fagerli (Norvégia)
- Brynjar Fagerli (Norvégia)
- Philip Warren Gertsson (Fülöp-Szigetek,Svédország)
- Marcus Holmberg (Svédország)
- Sebastian Ortiz (Kolumbia)
- Richardinho (Brazília)
- Abbas Farid (Wales)
- Azun (Norvégia)
- Daniel Rooseboom (Hollandia)
- John Farnworth (Anglia)
- Kamalio Ev (Dél-Afrika)
- Nam The Man (Írország)
- Palle (Svédország)
- Séan Garnier (Franciaország)
- Skora (Lengyelország)
- Soufiane Touzani (Hollandia)
- Yosuke Yokota (Japán)

## Leghíresebb magyar sportolók
Aktív Freestylerek (2015 után is versenyeztek valamely F3 bajnokságban)
- Kitti (Szász Kitti)
- Hajagos Máté
- Lipták Zoltán (Lippi)
- Kvartam (Kvárta Mátyás)
- Szabados Ádám
- Milcsi (Szabó Milán)
- Valentino (Tarcsi Bálint)
- Tomso (Mészáros Tamás)
- Molnár Márk (Monrep)
- Bodrogi Marcell (CFM)
- Szendi Zsolt
- Karászi Roland (Rocco)
- Nagy Ervin
- Nodika (Keresztesi Róbert)

Jelenleg már nem űznek aktív sportolói életet (2015 előtt versenyzettek)
- Petike (Kovács Péter)
- Fx (Sűrü Tamás)
- Lacinho (Laczik László)
- Potyinho (Fábry Pál)
- Hamvay Szilárd
- Jedinho (Jedi István)
- Mickey (Mudri Miklós)
- Kálna Dávid
- Mettz (Buday Mátyás)
- HK (Horváth Kevin)
- Mumin (Badenszki Márk)
- Adam182 (Németh Ádám)
- TG (Tóth Gábor)